# Leo I av Armenien
Leo I av Armenien, död 1219, var regerande kung av Armenien 1187-1219. 